# Shotokuvirae

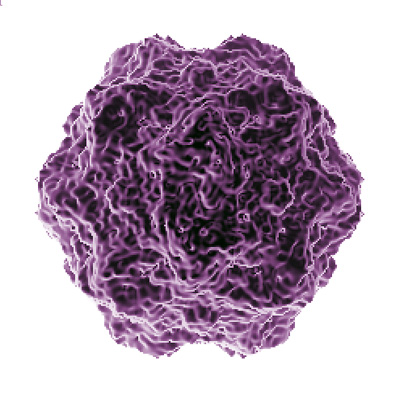
Minute virus of mice, Spezies Rodent protoparvovirus 1, Cossaviricota

Shotokuvirae ist die Bezeichnung für ein vom International Committee on Taxonomy of Viruses (ICTV) eingerichtetes Reich (englisch kingdom, lateinisch regnum) von Viren aus dem Realm Monodnaviria.
Es umfasst Mitglieder der Monodnaviria, die Eukaryoten infizieren. Die meisten Vertreter sind Einzelstrang-DNA-Viren; es gibt unter den Mitgliedern aber auch einige Doppelstrang-DNA-Viren wie die Klasse Papovaviricetes mit den Familien Papillomaviridae und Polyomaviridae, die sich aus Einzelstrang-DNA-Viren entwickelt haben.
Zu den Shotokuvirae gehören derzeit (Stand 10. April 2021) zwei Phyla und elf Familien.

## Etymologie
Die früheste Erwähnung einer durch ein Virus aus dieser Klasse hervorgerufenen Krankheit stammt aus einem Gedicht der japanischen Kaiserin Shōtoku (称徳天皇, auch Kōken 孝謙 genannt) vom Jahr 752. In diesem wird eine Vergilbungs- oder Blattadernkrankheit von Wasserdost-Pflanzen (Eupatorium) beschrieben, die wahrscheinlich durch Geminiviridae aus dem Phylum Cressdnaviricota verursacht wird.
Dies war Anlass, das Reich Shotokuvirae nach der Kaiserin zu benennen.

## Systematik
Die von der ICTV aufgestellte Taxonomie lautet mit Stand 3. März 2025 wie folgt:
Realm: Monodnaviria
- Reich: Shotokuvirae
  - Phylum: Commensaviricota
    - Klasse: Cardeaviricetes (nur Familie Anelloviridae)

  - Phylum: Cossaviricota 
    - Klasse: Mouviricetes (nur Familie Bidnaviridae)
    - Klasse: Papovaviricetes (nur Familien Papillomaviridae und Polyomaviridae)
    - Klasse: Quintoviricetes (nur Familie Parvoviridae)

  - Phylum: Cressdnaviricota (CRESS-DNA-Viren) – die prototypischen Vertreter des Realms (Details siehe dort)
    - Klasse: Arfiviricetes
    - Klasse: Repensiviricetes (nur Familien Geminiviridae und Genomoviridae)